# 遊助祭2018「和」〜あの・・わ なんですケド。〜
『遊助祭2018「和」〜あの・・わ なんですケド。〜』（ゆうすけさい2018「わ」〜あの・・わ なんですケド。〜）は、遊助が2018年に行ったホールツアータイトル。また、このライブを収録したDVDとBlu-ray Discが、2018年12月19日にソニー・ミュージックレコーズから同時発売された。

## 概要
前回のツアー『LIVE TOUR 2017「星」〜あの・・星に願いを込めたんですケド。〜』からおよそ1年ぶりのツアーとなった。この年は24公演行われた。

## 日程
- 7月5日(木)、オリンパスホール八王子
- 7月8日(日)、神奈川県民ホール 大ホール
- 7月13日(金)、カルッツかわさき (川崎市スポーツ・文化総合センター) ホール
- 7月21日(土)、神戸国際会館こくさいホール
- 7月22日(日)、神戸国際会館こくさいホール
- 7月27日(金)、NHKホール
- 8月4日(土)、名古屋国際会議場 センチュリーホール
- 8月5日(日)、名古屋国際会議場 センチュリーホール
- 8月10日(金)、中野サンプラザ ホール
- 8月11日(土)、中野サンプラザ ホール
- 8月15日(水)、よこすか芸術劇場
- 8月16日(木)、よこすか芸術劇場
- 8月18日(土)、福岡サンパレス
- 8月19日(日)、福岡サンパレス
- 8月25日(土)、オリックス劇場
- 8月26日(日)、オリックス劇場
- 9月1日(土)、アクトシティ浜松 大ホール
- 9月2日(日)、仙台サンプラザ ホール
- 9月9日(日)、倉敷市民会館
- 9月15日(土)、大宮ソニックシティ 大ホール
- 9月16日(日)、大宮ソニックシティ 大ホール
- 9月22日(土)、オリックス劇場
- 9月23日(日)、オリックス劇場
- 9月30日(日)、新潟県民会館 大ホール

## DVD
2018年9月16日に行われた、大宮ソニックシティ 大ホールでの模様を収録。
「LIVE TOUR 2017「星」〜あの・・星に願いを込めたんですケド。〜」以来となる約1年ぶりのライブDVDである。
初回仕様は、トレーディングカード(全4種のうち1種ランダム)が封入されている。

### 収録内容
1. OPENING
2. M-1 リベンジ
3. M-2 イナヅマ侍
4. M-3 一笑懸命
5. M-4 ひまわり
6. M-5 街
7. DANCE SHOW CASE
8. M-6 Feel it
9. M-7 Stop Stop Stop
10. M-8 みんな頑張ってる
11. M-9 檸檬
12. M-10 ばーちゃんの背中と僕の足
13. M-11 しだれ花火
14. SHOW TIME
15. M-12 雷鳥
16. M-13 雄叫び
17. M-14 チャンピオン
18. M-15 C.H.O
19. EN-1 羞恥心の心
20. EN-2 ミツバチ
21. EN-3 雑草より
22. EN-4 みんなのうた
23. ENDING

DVDのみの特典
　Making of 遊助祭2018「和」～あの・・わ なんですケド。～
Blu-ray Discのみの特典
　遊助&DJ N.O.B.B　Commentary(副音声)